# Polarnyje awialinii
Polarnyje awialinii – rosyjska regionalna linia lotnicza z siedzibą w Jakucku. Głównym hubem jest port lotniczy Jakuck.

## Flota
Linia operuje samolotami Let L-410 Turbolet, An-2, An-3, An-24, An-26, a także śmigłowcami Mi-8.

## Porty docelowe
- Rosja
  - Port lotniczy Jakuck (węzeł)
  - Port lotniczy Irkuck
  - Port lotniczy Batagaj
  - Port lotniczy Tiksi
  - Port lotniczy Czerski
  - Port lotniczy Leńsk
  - Port lotniczy Czokurdach
  - Port lotniczy Brack

## Wypadki
- 2 lipca 2013 – Katastrofa śmigłowca Mi-8 w której zginęły 24 osoby.